# Brian Leo John Hennessy
Brian Leo John Hennessy CR (* 7. Januar 1919 in Detroit; † 13. Februar 1997) war Bischof von Hamilton in Bermuda.

## Leben
Paul Leonard Hagarty trat der Ordensgemeinschaft der Resurrektionisten bei und empfing am 30. Juli 1950 die Priesterweihe. Papst Paul VI. ernannte ihn am 28. Februar 1975 zum Bischof von Hamilton in Bermuda. 
Die Bischofsweihe spendete ihm der Bischof von Hamilton, Paul Francis Reding, am 19. Oktober desselben Jahres; Mitkonsekratoren waren Joseph Francis Ryan, Altbischof von Hamilton, und John Michael Sherlock, Weihbischof in London.
Am 1. Juni 1995 nahm Johannes Paul II. seinen altersbedingten Rücktritt an. 